# Антох, Эдуард
Эдуард Антох (чеш. Eduard Antoch; 26 декабря 1932, неизвестно — 8 марта 2018, Шлир) — чехословацкий гребец, выступавший за сборную Чехословакии по академической гребле в 1950-х годах. Чемпион Европы, победитель и призёр первенств национального значения, участник летних Олимпийских игр в Мельбурне.

## Биография
Эдуард Антох родился 26 декабря 1932 года.
Наивысшего успеха в своей спортивной карьере добился в сезоне 1956 года, когда вошёл в состав чехословацкой национальной сборной и выступил на чемпионате Европы в Бледе, где в восьмёрках превзошёл всех соперников и завоевал золотую медаль. Два месяца спустя защищал честь страны на летних Олимпийских играх в Мельбурне — в составе экипажа-восьмёрки, куда также вошли гребцы Йозеф Вентус, Цтибор Реискуп, Ян Шведа, Йозеф Швец, Зденек Жара, Ян Йиндра, Станислав Луск и рулевой Мирослав Коранда, с первого места преодолел предварительный квалификационный этап, но на стадии полуфиналов финишировал лишь третьим и в решающем финальном заезде участия не принимал.
После мельбурнской Олимпиады Антох больше не показывал сколько-нибудь значимых результатов в академической гребле на международной арене.
Умер 8 марта 2018 года в немецком посёлке Шлир в возрасте 85 лет.